# Nikolina
Nikolina – imię żeńskie, powstałe poprzez zdrobnienie imienia Nikola, dokonane na gruncie języków romańskich.
Nikolina imieniny obchodzi: 26 lutego.
Zobacz też: Mikołaj, Nikoleta.